# Cryphia brunneiplaga
Cryphia brunneiplaga är en fjärilsart som beskrevs av Swinhoe 1905. Cryphia brunneiplaga ingår i släktet Cryphia och familjen nattflyn. Inga underarter finns listade i Catalogue of Life.